# 波入村
波入村（はにゅうむら）は、島根県八束郡にあった村。現在の松江市八束町波入、八束町入江、八束町遅江にあたる。

## 地理
- 湖沼：中海[1]
- 島嶼：大根島、経島、弁天島、続島[1]

## 歴史
- 1889年（明治22年）4月1日、町村制の施行により、意宇郡波入浦、入江村、遅江村が合併して村制施行し、波入村が発足[1][2]。
- 1896年（明治29年）4月1日、郡の統合により八束郡に所属[2]。
- 1929年（昭和4年）1月1日、八束郡二子村と合併し、八束村を新設して廃止[1][2]。

## 産業
- 農業、漁業[1]。